# Cesare Nani
Cesare Nani (Salussola, 28 agosto 1848 – Torino, 2 giugno 1899) è stato un giurista italiano.

## Biografia
Compiuti gli studi secondari, si laureò in giurisprudenza all'università di Torino, città in cui si era trasferito. L'ambiente culturale del capoluogo piemontese e la modernizzazione della società civile, indirizzarono i suoi interessi verso il diritto mercantile come dimostra uno dei suoi primi scritti Studi di diritto ferroviario (Bologna 1876-77) che gli valse la vittoria del concorso di dottore aggregato presso l'ateneo torinese per poi, nel 1878, diventare professore ordinario di storia del diritto italiano nella medesima università.
Ruolo di pregio impegnativo, che rientrava in una cornice più ampia: da una parte la classe dirigenziale dell'ateneo, e dell'allora rettore Michele Lessona, avevano la volontà di svecchiare il corpo docente con nuovi brillanti studiosi, dall'altra, invece, doveva succedere a Giuseppe Albini, morto un anno prima (1877) e all'eredità di una delle voci più significative della cultura giuridica piemontese e italiana, Federico Sclopis. 

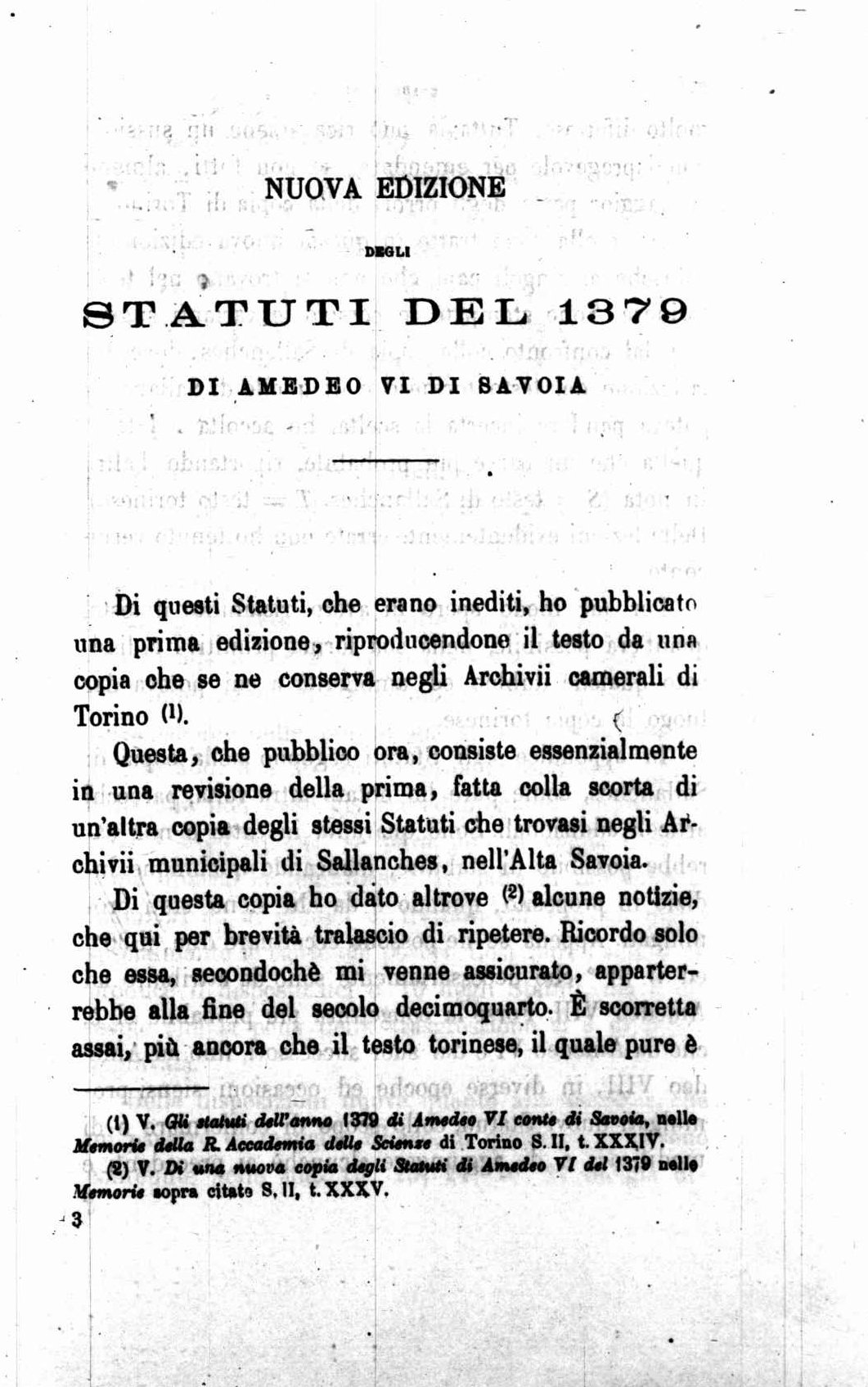
Nuova edizione degli statuti del 1379 di Amedeo VI di Savoia, 1884

Inserito negli ambienti intellettuali torinesi, divenne socio ordinario (1880) dell'Accademia reale delle scienze per poi essere segretario per la classe di Scienze morali, storiche e filosofiche dal 29 giugno 1897 fino alla morte. All'interno dell'Accademia concentrò i propri studi sul diritto medievale piemontese, i quali, ancora oggi vengono presi come riferimento per la ricostruzione dell'antica legislazione dei territori sabaudi. In questo periodo pubblicò quelli che saranno considerati i suoi testi più significativi, in cui erudizione storica, disciplina filologica e studio diretto del materiale manoscritto, portarono il Nani ad essere un degno successore di Sclopis: Studi di diritto longobardo (Torino 1877-78), Gli Statuti di Pietro II conte di Savoia (1881) e Gli Statuti dell'anno 1379 di Amedeo VI conte di Savoia (1882), questi ultimi inclusi nei volumi delle Memorie della reale Accademia. 
Le sue ricerche negli anni successivi riguardarono il diritto privato, sostenendo la tesi sull'attualità del diritto romano, appoggiando quindi le teorie della scuola storica di Friedrich Carl von Savigny e Georg Friederich Puchta. Il risultato delle sue ricerche divenne poi uno dei testi più rilevanti di fine secolo: Il socialismo nel codice civile (1892).
La passione per lo studio del diritto e della sua docenza, portarono il Nani a formulare un manuale di storia del diritto, che verrà pubblicato postumo a cura di Francesco Ruffini, suo allievo, nel 1902, Storia del diritto privato italiano. Il testo – suddiviso nei due grandi settori del diritto delle persone e delle cose – si inserisce all'interno dei numerosi manuali editi in quegli anni, tra i quali quelli di Antonio Pertile, Francesco Schupfer e Giuseppe Salvioli, menzionati da Ruffini come espressione di una fase di particolare fervore degli studi della quale anche l’esperimento di Nani era figlio.
Nell'ateneo torinese fu nel 1897-98 presidente della facoltà di giurisprudenza e rettore d'ateneo l'anno successivo. Fu anche tra i promotori dell’Istituto di esercitazioni nelle scienze giuridiche, sociali e politiche, fondato tra il 1882 e il 1883 presso la medesima facoltà di giurisprudenza, del quale fu il primo direttore. Tra i suoi allievi che raggiunsero fama internazionale si ricorda Luigi Einaudi.
Si spense il 2 giugno 1899 a Torino dopo una lunga malattia.

## Opere
- Studi di diritto ferroviario, Bologna 1876-77.
- Studi di diritto longobardo, Torino 1877-78.
- Gli Statuti di Pietro II conte di Savoia, in Memorie della reale Accademia, 1881.
- Gli Statuti dell'anno 1379 di Amedeo VI conte di Savoia, in Memorie della reale Accademia, 1882.
- Nuova edizione degli statuti del 1379 di Amedeo VI di Savoia, Torino, Fratelli Bocca, 1884.
- Il socialismo nel codice civile, 1892.
- Storia del diritto privato italiano, a cura di Francesco Ruffini, 1902.